# Czyżyny (městská část)
Czyżyny (polsky Dzielnica XIV Czyżyny) je čtrnáctá městská část Krakova. Do roku 1990 spadala administrativně pod čtvrť Nowa Huta. K 31. prosinci 2007 žilo v Czyżynách 25 775 obyvatel. Rozloha městské části činí 1079,6 ha.

### Externí odkazy

Městská část XIV Czyżyny